# 76式双管37毫米舰炮
76式双管37毫米舰炮（又称：H/PJ-76）是一台由中国人民解放军海军1970年代起至2000年代在舰艇上搭载使用的舰载小口徑双管高平兩用机炮，发射37×252毫米机炮炮弹。

## 歷史
76式的系谱可追溯到61式，而后者是中国人民解放军以苏联1939式61-K型37毫米高射炮系列当的V-11型为蓝本的修改型。1950年代后期，人民解放军海军藉由采用半自动操作模式以更新苏联V-11舰载机炮，以减少该舰炮所需的操作人数。而结果是以研发年份命名的61式。61式采用了半自动操作模式，但作为预防措施，苏联原型的V-11舰炮的手动操作模式也获保留用作备用。
可除了令人满意的成果以外，61式却因为中国仍在从大跃进引发的政治动荡中恢复过来而并无投入大量生产；而在此期间，中国众多军事计划都被缩减或完全取消，61式也不例外。结果，61式仅以非常少的生产量投入解放军海军服役，而从来没有在任何的战斗行动中出现过。
虽然数量有限，但61式的服役经验证明其半自动操作模式设计可靠，而且从不需要转为手动操作模式。1965年，中国推出了取消手动操作模式的65式，并且计划在次年开始批量生产。然而与其前身一样，计划中的65式系列产品也遭受政治动荡所拖累，而是次的形式为文化大革命。结果与61式一样，65式仅以非常少的生产量投入解放军海军服役。
1970年代，65式再进一发展为地上型的74式与舰载型的76式。

## 衍生型
根据所组合而成的砲塔系统，76式大致可分为四个版本。
76式
76式是65式的进一步研發型。中国人民解放军方面希望通过采用全自动操作模式进一步改进65式，但文化大革命的政治动荡推迟了65式的后继型的研发，直到1976年文革告终以后才推出发布。
76式采用与65式相同的开放式炮架与较为省力的全自动操作模式，以及与341式雷達相连以实现遙控效果，而半自动操作模式时的手动装弹与炮侧瞄准功能则获保留作备用措施。该型号的最大射速可达到每根炮管（循环时）400发／分钟。1988年，该舰载机炮于赤瓜礁海战的军事行动中出现过，并且获得了解放军海军的正面反馈。
76F式
76F式是改进自早期型76式固有缺点的一项发展型：由于采用开放式炮架，76式受到鹽度和湿度等自然因素的影响，因而需要不断维护。此外，76式与火控系统（FCS）并无直接联系。而76F式在研发时则是通过采用整合了电子—光学（光电）火控系统的全封闭式炮塔以解决这两项问题。整个系统可仅由一名坐落于与舰载机炮整合的单人操作式控制台当中的操作人员所操作。目前，76F式仍然在解放军海军的众多辅助舰艇以上服役，而表面战斗舰艇则是采用更先进和更昂贵的76A式。
76A式
76A式是76式系列的全封闭炮塔及全自动型号。为1970年代后期，导入了意大利布雷达紧凑型40毫米联装机炮的技术以后研发的改进型。与76F式不同在于，该舰载机炮为全自动化、保有半自动操作模式和取消了单人操作式控制台的无人化密封式炮塔。而且与標槍式近迫武器系統一样，除了76F式当中的光电式火控系统以外，76A式还与雷达式火控系统相连；而所采用的雷达为彷製自RTN-20X（SPG-74）的347式雷達。这使得它除了防空和防水面用途以外，76A式还可用作近迫武器系統。然而，其最大射速有所下降，比最初76式的400发／分钟／炮管降至375发／分钟／炮管。
H/PJ-76A
H/PJ-76A型是76A式的进一步发展，是76式舰载机炮系列的最新成员。它与它的前型之间最显著的区别在于H/PJ-76A型采用了大量的玻璃钢強化塑料制炮塔外壳以取代76A式所使用的原型铝制炮塔外壳，从而减少了该舰炮的重量和维护成本。

## 搭载舰艇
注：括号内的名字为北約代號。
76式
- 053K型导弹护卫舰（江東級）
- 053H1型导弹护卫舰（江滬II級）
- 053H2型导弹护卫舰（江滬III級）
- 053H1Q型导弹护卫舰（江滬IV級）
- 615豐倉號綜合補給艦
- 904型运输补给舰（大運級）
- 072II型大型登陆舰（玉亭級）
- 918型布雷舰（沃雷級）
- 6610型掃雷艦（撫順級）
- 62C型哨戒艇（上海III型）

76A式
- 051G1／G2型导弹驱逐舰（旅大III級）
- 052型导弹驱逐舰（旅滬級）
- 051B型导弹驱逐舰（旅海級）
- 053H1G型导弹护卫舰（江滬V級）
- 053H2G型导弹护卫舰（江衛I級）
- 053H3型导弹护卫舰（江衛II級）
- 037IG型導彈護衛艇（紅星級）
- 037II型导弹护卫艇（紅箭級）
- 昭披耶級巡防艦

76F式
- 037IS型反潛護衛艇（海情型）
- 072III型大型登陆舰（玉亭II級）
- 072A型大型登陸艦（玉亭II級）
- 081型扫雷舰（渦池級）
- 082G型獵掃雷艦
- 903型综合补给舰（福池級）
- 904A／B型綜合補給艦（撫仙湖級）
- 905型運輸補給艦（太倉級）

## 外部連結
- （英文）—Type 76
- （英文）—Type 76F
- （英文）—Type 76A